# Тростянець (притока Кабени)
Тростянець — річка в Україні, у Стороженецькому та Кіцманському районах Чернівецької області, ліва притока Кабени (басейн Дунаю).

## Опис
Довжина річки приблизно 4 км. Формується з багатьох безіменних струмків.

## Розташування
Бере початок на південному сході від села Виноград. Тече переважно на південний схід і на заході від Нових Драчинців впадає у річку Кабену, ліву притоку Глиниці.